# Meriatum (XX. dinasztia)

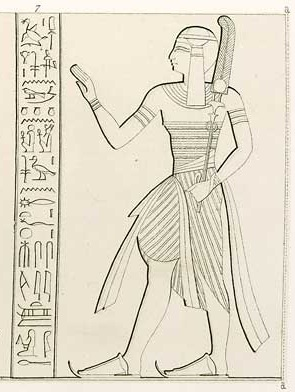
Meriatum

Meriatum ókori egyiptomi herceg és Ré-főpap, III. Ramszesz fáraó fia. IV. Ramszesz, VI. Ramszesz és VIII. Ramszesz fáraók testvére, V. Ramszesz és VII. Ramszesz fáraók nagybátyja.
Neve előfordul Ramszesz-Meriatumként is. Több testvéréhez hasonlóan őt is apja nagy példaképe, II. Ramszesz egy fiáról nevezték el, a XIX. dinasztia idején élt Meriatumról. Hozzá hasonlóan ő is Ré héliopoliszi főpapja volt. Ábrázolják apja Medinet Habu-i halotti templomában, ahol a hercegek sorában ő a hetedik. Túlélte apját, és testvére, IV. Ramszesz, valamint unokaöccse, V. Ramszesz uralkodása alatt (annak legalább a 4. évéig) is betöltötte a főpapi pozíciót, fennmaradt ugyanis említése az ekkor keletkezett Wilbour-papiruszban.